# Ligne 3 du tramway de Bruxelles
Pour les articles homonymes, voir Ligne 3.

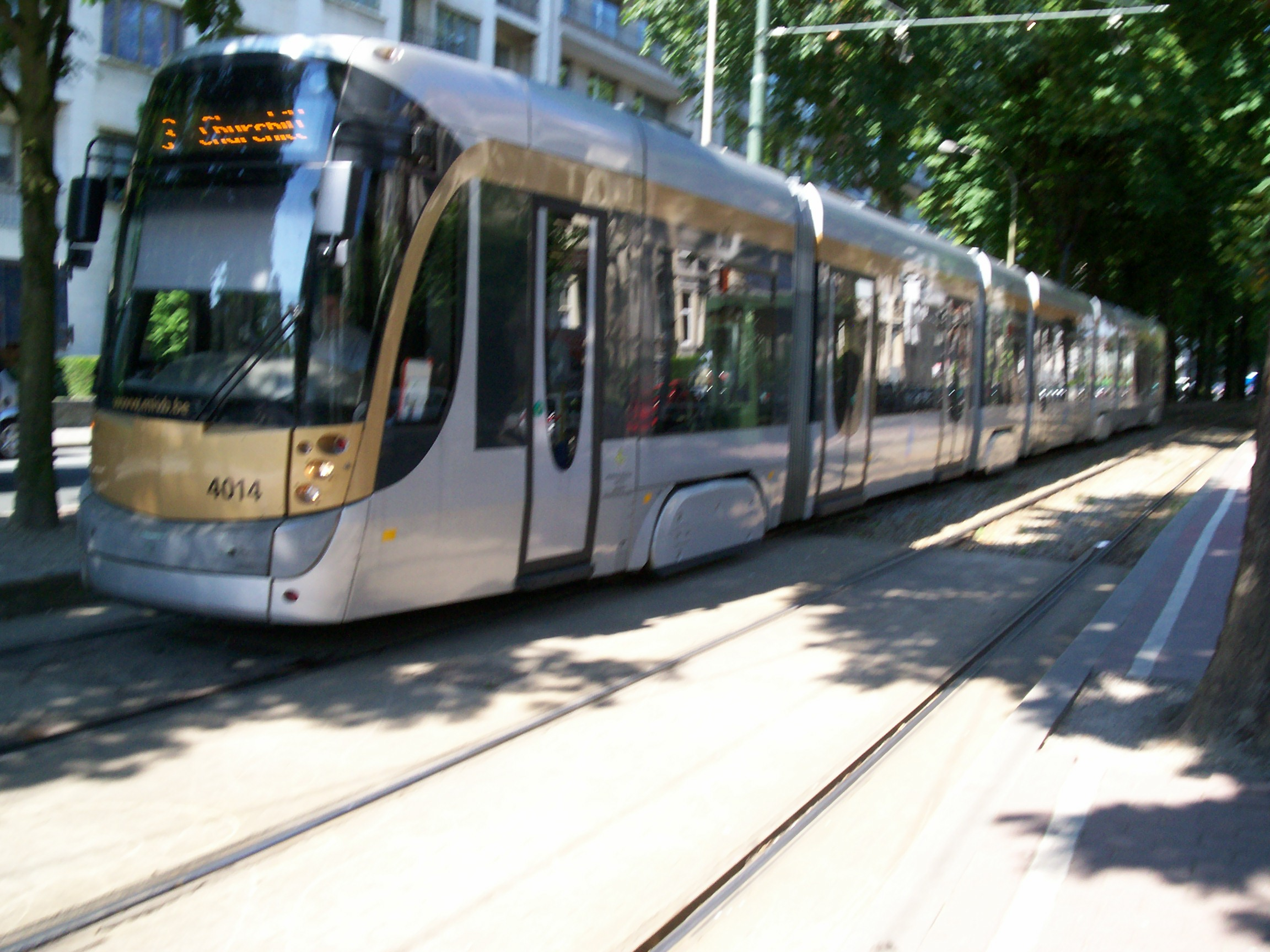
Rame T4000 de la ligne à Churchill, le terminus.

La ligne 3 du tramway de Bruxelles était une ligne de tramway qui reliait Esplanade à Churchill en empruntant l’axe prémétro Nord-Sud. Elle a été rouverte au public le 30 juin 2008 après un an de disparition. En effet, elle avait été momentanément supprimée le 7 juillet 2007, sa remise en service ayant été effectuée dans le cadre de la mise en œuvre du nouveau réseau de la STIB. Elle était, depuis le 31 août 2009, prolongée de Gare du Nord à Esplanade par permutation des terminus nord des lignes 3 et 4. Cette ligne est supprimée et remplacée par la ligne 10 entre Heembeek et Churchill et par la ligne 35 entre Heembeek et Esplanade le 23 septembre 2024.

## Histoire

### De sa création à aujourd'hui

Mention utilisé de la ligne 3 de sa création jusqu’en 2006.

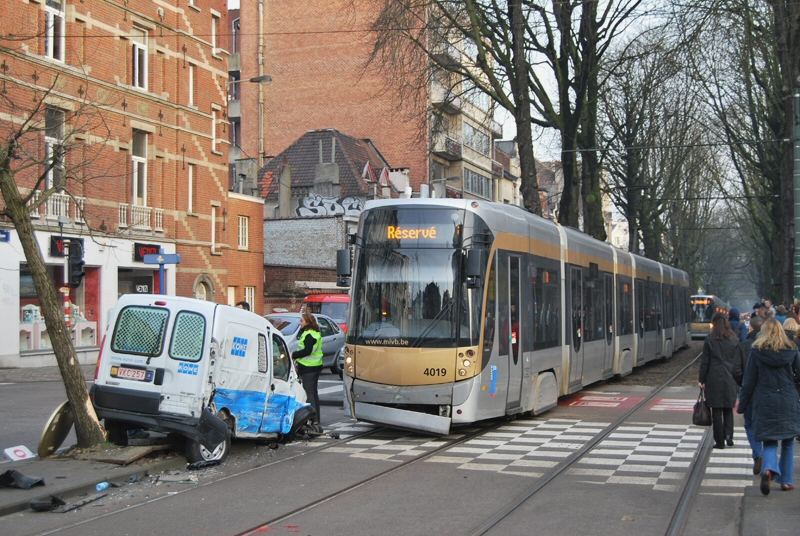
Accident de T4000 à Vanderkindere

À l'origine la ligne 3 devait désigner la ligne de métro qui devait faire l'axe nord-midi.
L’histoire du tram de la ligne 3 débute avec le prolongement de la ligne 23 qui reliait alors le Plateau du Heysel à churchill via la Grande Ceinture jusqu'à la Gare du Nord qui commencèrent à emprunter la ligne de prémétro. En septembre 2000 la scission virtuelle de cette ligne intervient à la suite de confusions d'usager. C’est à la rentrée scolaire de cette année que la STIB créera la ligne 3 qui sera le prolongement de la ligne 23 sans pour autant en modifier le fonctionnement. Les trams venant du Heysel affichent sur la girouette 23 Churchill avec en dessous un petit espace avec « 3 code de couleur » et changent à Churchill en 3 Gare du Nord. Les trams partant du nord affichent, quant à eux, le film 3 Churchill sur leur girouette avec un petit espace « 23 code de couleur » et changent en 23 Heysel à Churchill. 
En 2001, la STIB tente de faire rouler des motrices, de type 7700, accouplées sur la ligne 3 uniquement. Ces motrices affichaient simplement 3 Churchill et effectuaient la boucle du rond-point Winston Churchill.
Le 6 mars 2006, depuis Schaerbeek, la fréquence des trams de la ligne 56 augmente pour pouvoir passer sur la ligne 3 puis sur la 23. Le parcours dépasse les 25 km au total ce qui est un record de longueur dans l’histoire du tramway de Bruxelles[réf. nécessaire]. Le 29 juin 2006, les lignes 3 et 23 « divorcent » en rebroussant chemin toutes deux dans la boucle à Churchill après avoir pris la correspondance. Bien que la ligne 23 affiche « Churchill », elle continue jusqu’à Vanderkindere pour garder les correspondances avec les lignes 91 et 92. À la même date débute des travaux de grande ampleur au terminus Rogier utilisé par la ligne 90. Ce qui implique le mariage des lignes 3 et 90 cette-fois.[Interprétation personnelle ?] Les tramways venant de Churchill continue après la Gare du nord sur la ligne 90 jusqu’à la Gare du Midi (Berkendael en soirée) en traversant la Grande Ceinture.
À la 5e phase de restructuration de la STIB, qui entre en vigueur le 2 juillet 2007, la ligne 4 qui remplace la ligne 52. Le 30 juin 2008,  la ligne 3 du tram de Bruxelles est introduite afin de desservir à nouveau l’axe Nord-Midi, et de doubler la ligne 4 sur l’un des axes les plus fréquentés de la capitale bruxelloise, mais cette fois-ci sous une forme améliorée, remplaçant ainsi 2 lignes (55 et 56) 
En attendant, ce fut les lignes 4 (entre la gare du Nord et Vanderkindere) et 23 (entre la gare du Midi et Churchill), qui s’occupent de l’intérim.
Ce retour sur une nouvelle forme permet de faire face à des surcharges que connaît l’axe Nord-Sud entre autres, pour le rendre performant. La ligne 3 reprend le nord de l'axe nord-sur anciennement desservie par ligne 52. Ainsi la ligne 3 est considérée au même titre que la ligne 4 comme des lignes fortes du réseau métro/tram rapide bruxellois mises en œuvre à travers le schéma directeur métro et le plan tram.

### La ligne 3 aujourd'hui
La ligne 3 relie désormais Esplanade à Churchill, de début à fin de service, tous les jours. Grâce à cette mesure, un meilleur cadencement entre les lignes 3 et 4 entre la Gare du Nord et Albert sera possible et les tramways de ces deux lignes seront désormais sur le même quai à la Gare du Nord en direction du centre-ville. Mise en service depuis le 31 août 2009, ce prolongement jusqu'à Esplanade, a été effectué dans l’optique de l'amélioration de la desserte Nord-Sud de Bruxelles : il fallait faire face au succès croissant de cette ligne ainsi que de la ligne 4

Remise en service, le 30 juin 2008, la ligne 3 a depuis ce jour la mission de résoudre voire mettre fin aux problèmes de tramways qui se suivent à la queue-leu-leu avant une longue période sans tramway, symbole de l’irrégularité. En cadence avec la ligne 4, elle permet d’améliorer la fréquence et de garantir une desserte régulière de l’axe Nord - Midi afin de la rendre plus régulière et comparable aux lignes de métro du réseau surtout aux heures de pointe : ainsi, ces 2 lignes offrent une fréquence de 6 minutes aux heures de pointe, un tram passe donc toutes les 3 minutes entre la Gare du Nord et Vanderkindere. Par conséquent, les 2 lignes venant du nord de Bruxelles : 55 et 56 ont été modifiées. Ainsi les deux premières sont limitées à la station terminus en cul-de-sac Rogier situé au niveau -2, et disposant après avoir subi plus d’une année de fermeture pour travaux de 4 voies à quai, où il existe une correspondance directe avec le métro. La dernière est, quant à elle, limitée à Gare du Nord, sur les voies centrales, permettant ainsi, une correspondance quai à quai pour aller vers le centre-ville avec la ligne et la ligne 4. Au Sud, les correspondances s’effectuent à la gare du Midi ou à la station Lemonnier.
Le 23 septembre 2024, la ligne 3 est remplacée par la ligne 10 reliant Hôpital Militaire à Churchill et par la ligne 35 reliant Espanade à Bienfaiteurs.

## Tracé et stations

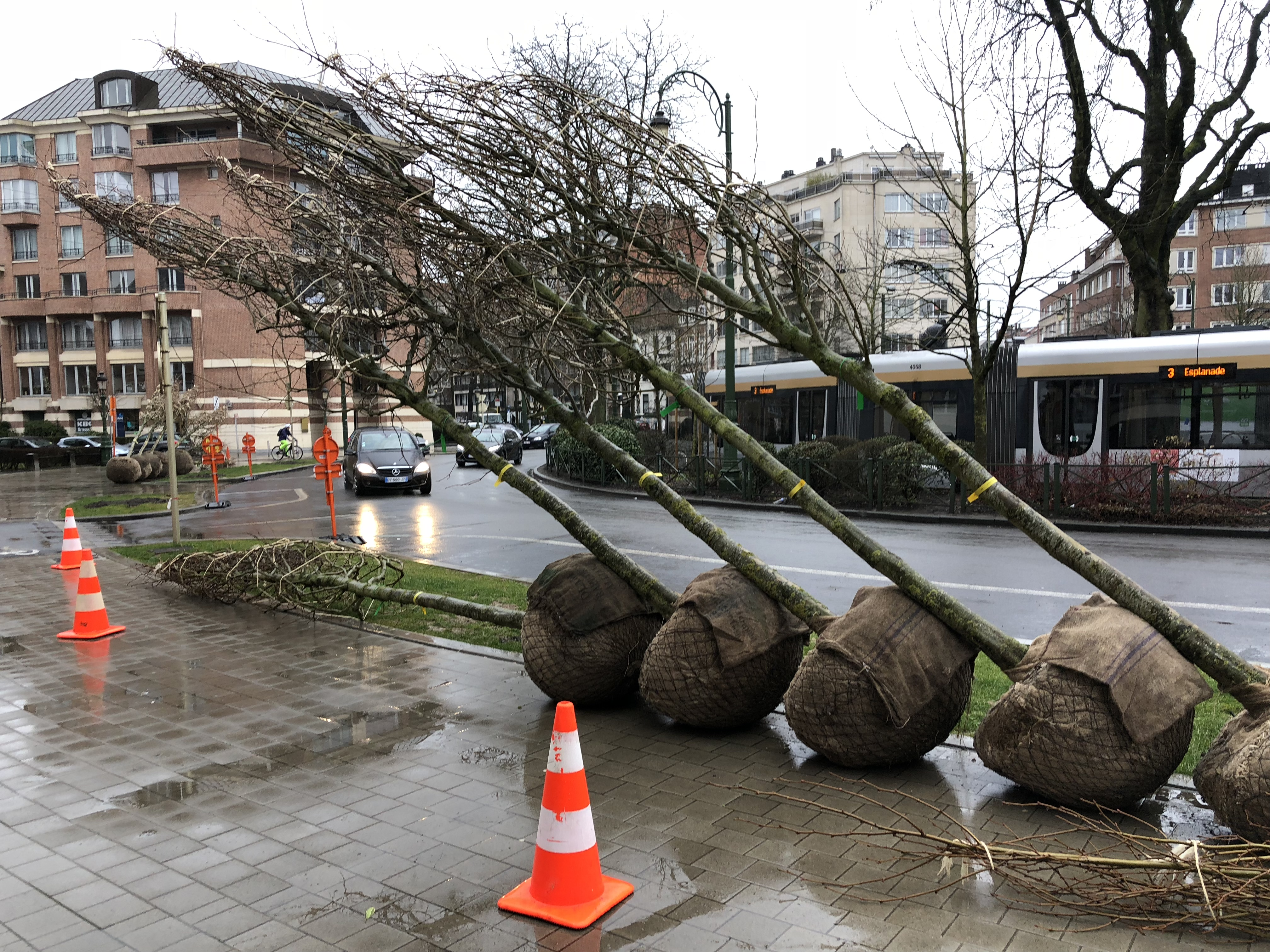
Rame T4000 de la ligne au terminus Churchill.

La ligne 3 part d’Esplanade : les trams quittent le terminus et s’engagent sur un site propre sur l’avenue de Meysse, puis ils descendent dans une tranchée créée à l’occasion de l’Exposition universelle de 1958, pour la desserte des stations De Wand (en correspondance avec la ligne 7 et la ligne 19 qui y effectue son terminus) et Pavillons Chinois (en correspondance avec la 7). Puis, les tramways longeant le Domaine Royal Laeken ainsi que l’avenue des Croix du Feu, encore en véritable site propre puis avant d’arriver à Van Praet, ils s’engouffrent dans le tunnel Léopold mis en service depuis le 28 août 1957. Ensuite, une fois ressortis, les trams s’engagent sur le carrefour Van Praet desservant ainsi la station homonyme et enjambant le pont du même nom. Puis les trams après un virage à droite au niveau du shopping center Docks Bruxsel, quittent le site propre commun avec la ligne 7 pour s’engager sur un récent itinéraire (cf. Histoire) longeant cette fois-ci le Bassin Vergote Dok jusqu’au niveau du square Jules de Trooz où elle rejoint les lignes 62 et 93. Ensuite, ils descendent l’avenue de la Reine puis elle se sépare déjà d’elle mais est rejointe cette fois-ci par la ligne 55 puis, après l’arrêt Thomas, elle s’engouffre dans les tunnels de l’axe prémétro Nord-Sud entre Gare du Nord et Albert où elle est rejointe par sa moitié, la ligne 4, moitié avec laquelle elle est en cadence. Après avoir desservi la station Albert, le tram ressort du tunnel et au milieu de l'avenue Albert dessert la station Berkendael. Il croise l’avenue Brugmann où il croise la ligne 92 et se sépare de la ligne 4. Il poursuit sur l’avenue Churchill jusqu’au terminus Churchill où il emprunte une boucle qui lui permet de changer de sens pour retourner, après quelques minutes d’attente sur celle-ci, desservir Churchill afin de prendre des voyageurs en direction de Esplanade.

### Les stations

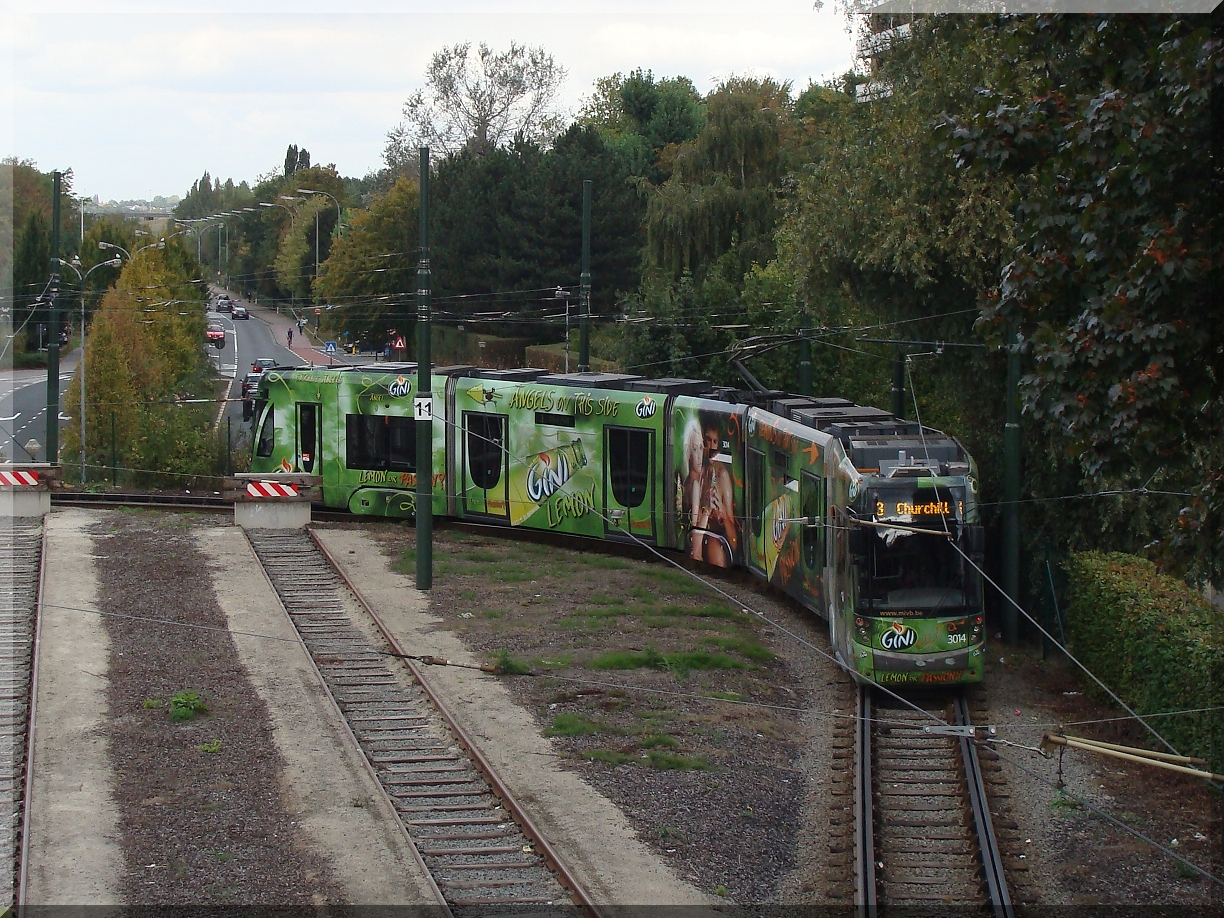
La boucle de retournement du terminus nord.

|  |   |  | Stations               | Lat/Long                    | Type     | Communes                                | Correspondances                                                                                               |
|  | - |  | ---------------------- | --------------------------- | -------- | --------------------------------------- | --- |
|  | o |  | Esplanade              | 50° 54′ 01″ N, 4° 20′ 53″ E |          | (Bruxelles-ville) Laeken                | - |
|  | o |  | De Wand                | 50° 53′ 43″ N, 4° 21′ 27″ E |          | (Bruxelles-ville) Laeken                | - |
|  | o |  | Araucaria              | 50° 53′ 36″ N, 4° 21′ 46″ E |          | (Bruxelles-ville) Laeken                | (T) · (7) |
|  | o |  | Buissonnets            | 50° 53′ 29″ N, 4° 22′ 07″ E |          | (Bruxelles-ville) Laeken                | (T) · (7) |
|  | o |  | Heembeek               | 50° 53′ 19″ N, 4° 22′ 30″ E |          | (Bruxelles-ville) Laeken                | (T) · (7) · (B) · (47) · (56)                                                                                 |
|  | o |  | Van Praet              | 50° 52′ 53″ N, 4° 22′ 24″ E |          | (Bruxelles-ville) Laeken                | (T) · (7) · (B) · (56) · (57)                                                                                 |
|  | o |  | Docks Bruxsel          | 50° 52′ 41″ N, 4° 22′ 04″ E |          | Bruxelles-ville                         | (T) · (7) · (B) · (56) · (58)                                                                                 |
|  | o |  | Mabru                  | 50° 52′ 29″ N, 4° 21′ 46″ E |          | Bruxelles-ville                         | |
|  | o |  | Jules de Trooz         | 50° 52′ 19″ N, 4° 21′ 39″ E |          | Bruxelles-ville                         | (T) · (62) · (93) · (B) · (N18)                                                                               |
|  | o |  | Masui                  | 50° 52′ 09″ N, 4° 21′ 45″ E |          | Schaerbeek                              | (T) · (62) · (93) · (B) · (58) · (N18)                                                                        |
|  | o |  | Thomas                 | 50° 51′ 56″ N, 4° 21′ 49″ E |          | Schaerbeek                              | (T) · (25) · (55) · (62) · (93)                                                                               |
|  | o |  | Gare du Nord           | 50° 51′ 37″ N, 4° 21′ 37″ E | Prémétro | Schaerbeek                              | - |
|  | o |  | Rogier                 | 50° 51′ 19″ N, 4° 21′ 28″ E | Prémétro | Bruxelles-ville / Saint-Josse-Ten-Noode | - |
|  | o |  | De Brouckère           | 50° 51′ 05″ N, 4° 21′ 11″ E | Prémétro | Bruxelles-ville                         | - |
|  | o |  | Bourse - Grand-Place   | 50° 50′ 53″ N, 4° 20′ 58″ E | Prémétro | Bruxelles-ville                         | - |
|  | o |  | Anneessens-Fontainas   | 50° 50′ 39″ N, 4° 20′ 44″ E | Prémétro | Bruxelles-ville                         | (T) · (4) · (B) · (33) · (48) · (N04) · (N05) · (N06) · (N08) · (N09) · (N10) · (N11) · (N12) · (N13) · (N16) |
|  | o |  | Lemonnier              | 50° 50′ 24″ N, 4° 20′ 27″ E | Prémétro | Bruxelles-ville                         | (T) · (4) · (51) · (82) · (B) · (N13)                                                                         |
|  | o |  | Gare du Midi           | 50° 50′ 12″ N, 4° 20′ 15″ E | Prémétro | Saint-Gilles                            | - |
|  | o |  | Porte de Hal           | 50° 50′ 01″ N, 4° 20′ 36″ E | Prémétro | Saint-Gilles                            | - |
|  | o |  | Parvis de Saint-Gilles | 50° 49′ 47″ N, 4° 20′ 48″ E | Prémétro | Saint-Gilles                            | (T) · (4) · (B) · (52) · (N12)                                                                                |
|  | o |  | Horta (Barrière)       | 50° 49′ 35″ N, 4° 20′ 46″ E | Prémétro | Saint-Gilles                            | (T) · (4) · (81) · (97) · (B) · (52)                                                                          |
|  | o |  | Albert                 | 50° 49′ 17″ N, 4° 20′ 32″ E | Prémétro | Forest / Saint-Gilles                   | (T) · (4) · (18) · (B) · (37) · (48) · (54) · (N11)                                                           |
|  | o |  | Berkendael             | 50° 49′ 04″ N, 4° 20′ 46″ E |          | Forest                                  | (T) · (4) |
|  | o |  | Vanderkindere          | 50° 48′ 49″ N, 4° 20′ 52″ E |          | Uccle                                   | (T) · (4) · (7) · (92)                                                                                        |
|  | o |  | Churchill              | 50° 48′ 43″ N, 4° 21′ 14″ E |          | Uccle                                   | (T) · (7) |

~ N'est pas exploité après 20 heures.
+ N'est pas exploité avant 20 heures.

## Exploitation de la ligne

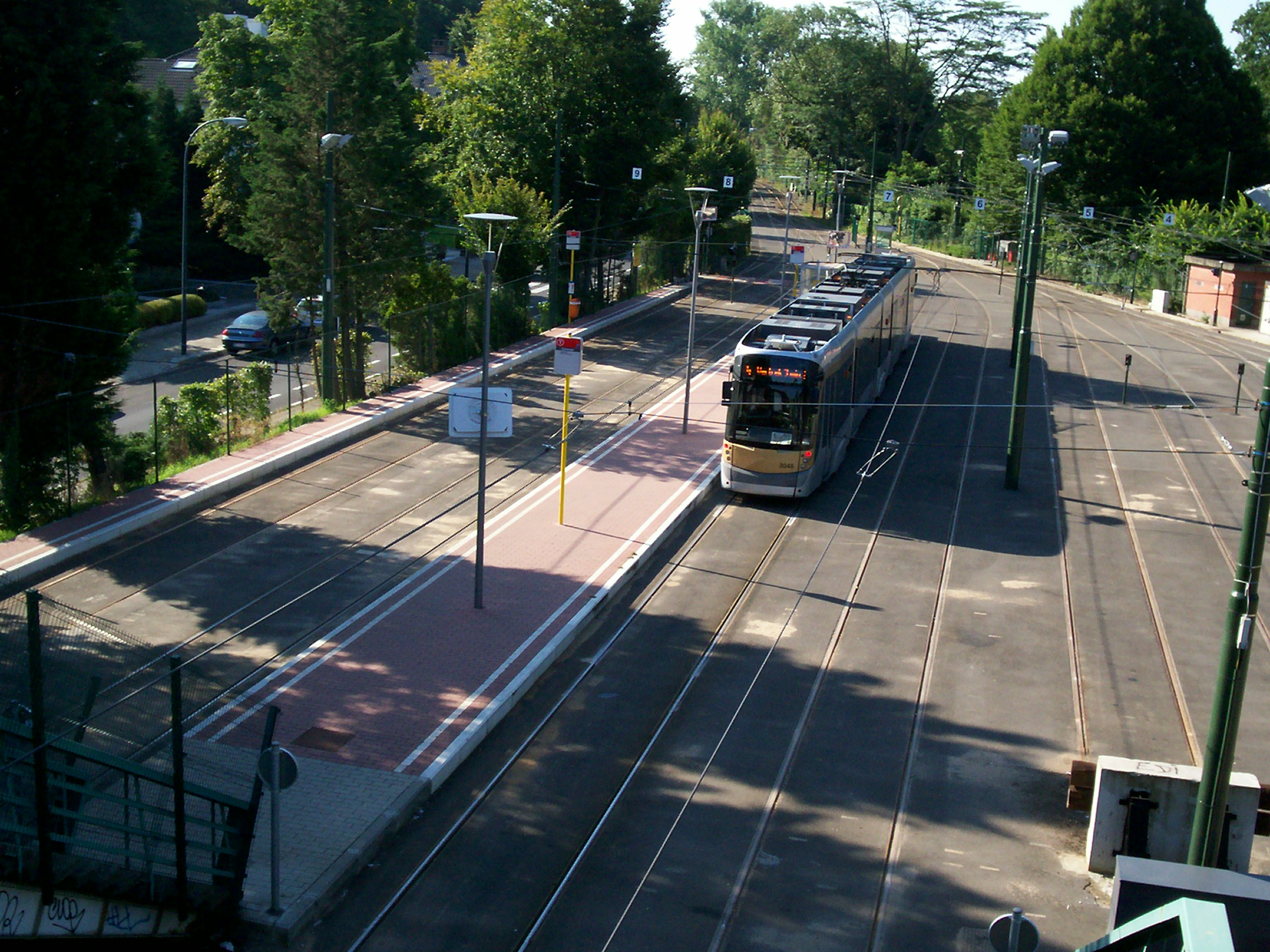
Le terminus nord Esplanade à l'époque de la ligne 4.

La ligne 3 est exploitée par la STIB. Elle fonctionne environ entre 5 h et 1 h, tous les jours sur la totalité du parcours. Les tramways rallient Esplanade à Churchill en 46 minutes grâce à la traversée souterraine du centre de Bruxelles en empruntant l’axe prémétro Nord-Sud.
Elle est labellisée CHRONO, un nouveau label attribué par la STIB à ses lignes les plus performantes. Ce label garantit que cette ligne offre un service de qualité, proche de celle du métro, grâce à :
- Un trajet en site propre ;
- Une desserte rapide ;
- Des fréquences élevées ;
- Une excellente régularité ;
- L'utilisation de véhicules au confort élevé et spacieux.

### Fréquence
Les temps de parcours sont donnés à titre indicatif à partir du site de la STIB.
- En journée :
  - Du lundi au vendredi, c’est un tram toutes les 5 minutes en heure de pointe et toutes les 7,30 minutes en heure creuse.

- - Du lundi au vendredi (Petites vacances scolaires), c’est un tram toutes les 6 minutes en heure de pointe et toutes les 8 minutes en heure creuse.

- - Du lundi au vendredi (grandes vacances), c’est un tram toutes les 8 minutes en heure de pointe et toutes les 10 minutes en heure creuse.

- - Le samedi toutes les 7,30 et le dimanche c’est un tram toutes les 10 minutes en après midi
- En soirée, c’est un tram toutes les 12 à 15 minutes

### Matériel roulant
Depuis sa remise en service à l’été 2008, la ligne 3 est équipée de T 4000, les nouveaux trams à plancher bas intégral, de long gabarit et très grande capacité du réseau. Ils représentent le renouveau du tramway à Bruxelles, par rapport aux tramways PCC actuellement en service.

### Tarification et financement
La tarification de la ligne est identique à celles des autres lignes (hors cas de la desserte de l'aéropport) exploitées par la STIB et dépend soit des titres Brupass et Brupass XL permettant l'accès aux réseaux STIB, TEC, De Lijn et SNCB soit des titres propres à la STIB valables uniquement sur ses lignes.
Le financement du fonctionnement de la ligne, entretien, matériel et charges de personnel, est assuré par la STIB.

### Le tram 3 deviendra métro en 2025
Les travaux à la station  Albert, ainsi qu'à la future station  Toots Thielemans (Avenue de Stalingrad au niveau de la station Lemonnier ) battent leur plein.
En effet, le métro lourd arrive et circulera en 2025 dans le tunnel actuel du prémétro entre les stations  Albert et de la Gare du Nord  sous l'indice 3.
Par la suite, il sera prolongé jusqu'à la station  Bordet via la place Verboeckhoven.
Le trajet Nord actuel du tram 3 (via Docks) sera supprimé entre Heembeek et Esplanade.
La nouvelle ligne 10 reprendra l'ancien tracé du tram 3 depuis la station Churchill jusqu'à Heembeek mais partira ensuite vers le nord et Neder-Over-Hembeek. Tandis qu'une nouvelle ligne 35 reprendra les arrêts entre Esplanade et Heembeek puis continuera sur le chemin du Tram 7 vers Meiser puis Bienfaiteurs.